# Ann Widdecombe
Ann Noreen Widdecombe (Bath, 4 ottobre 1947) è una politica, scrittrice e personaggio televisivo britannica.

## Biografia
Dopo aver frequentato una scuola confessionale, ha studiato all'Università di Birmingham e alla Lady Margaret Hall dell'Università di Oxford prima di iniziare la sua carriera professionale presso Unilever nel 1973. Ha poi lavorato come amministratore presso l'Università di Londra tra il 1975 e il 1987.
Dopo due candidature senza successo, è stata eletta per la prima volta nel Partito Conservatore alle elezioni generali del 1987 come deputato alla Camera dei comuni. Lì ha rappresentato inizialmente il collegio elettorale di Maidstone fino al 1997 e poi fino alle elezioni generali del 2010 il collegio elettorale di Maidstone e The Weald.
Nel 1990 ha assunto per la prima volta una posizione ministeriale minore nel governo britannico formato dal Primo ministro John Major ed è stata inizialmente fino al 1993 sottosegretario di Stato parlamentare presso il Ministero della sicurezza sociale. Successivamente è diventata Sottosegretario di Stato parlamentare presso il Dipartimento per il lavoro prima di diventare Ministro di Stato presso il Dipartimento per il lavoro nel 1994. Successivamente, è stata Ministro di Stato per le Prigioni sotto l'autorità del Ministero degli Interni dal 1995 al 1997 ed è stata vista da alcuni politici come il successore di Margaret Thatcher a causa delle sue opinioni estremamente conservatrici.
Nella devastante disfatta dei conservatori nelle elezioni generali del 1997, fu in grado di difendere il suo mandato nella Camera dei comuni e fu successivamente nominata "Ministro della Salute" nel gabinetto ombra di William Hague, prima di essere "Ministro degli Interni" ombra dal 1999 al 2001.
Nel 2001, ha respinto una candidatura all'Aja per succedere come leader del Partito Conservatore, ma Iain Duncan Smith è diventato il nuovo presidente del partito il 13 settembre 2001.
Oltre alla carriera politica, Ann Widdecombe ha anche lavorato come scrittrice e ha pubblicato Inspired and Outspoken (1999), nonché i romanzi The Clematis Tree (2000), An Act of Treachery (2002), Father Figure (2005) e An Act of Peace (2005) ). Ha anche lavorato diverse volte per la televisione, anche come conduttrice temporanea nel panel show di Have I Got News for You e come partecipante a Strictly Come Dancing. Nel 2007 ha avuto un'apparizione come ospite nella serie televisiva Doctor Who.
Nel 1993 lasciò la Chiesa d'Inghilterra e si unì alla Chiesa cattolica romana, sostiene anche la fede cristiana in pubblico. Tra le altre cose, ha lavorato a documentari televisivi sul cristianesimo e sulla Bibbia e ha difeso la Chiesa cattolica contro Stephen Fry e Christopher Hitchens come parte di un dibattito al centro dell'intelligence con l'arcivescovo John Onaiyekan.
Nell'aprile 2019, ha annunciato il suo ritorno alla politica attiva e comunicato che si sarebbe candidata alle elezioni europee per il Partito della Brexit. Faceva parte di un totale di 29 membri del Partito della Brexit al Parlamento europeo.
Il suo primo discorso al Parlamento europeo ha suscitato critiche, poiché ha messo la Brexit allo stesso livello con la ribellione degli schiavi contro i loro padroni e la liberazione delle colonie.

## Vita privata
Non si è mai sposata né ha avuto figli. In un rapporto del 2001 su The Guardian è stato affermato che aveva avuto una storia d'amore di tre anni mentre studiava all'Università di Oxford. La stessa Widdecombe ha confermato la liaison quando è apparsa, nel gennaio 2018, nel reality show britannico Big Brother, spiegando di aver concluso la storia d'amore per dare priorità alla sua carriera.